# Giovanni Bracco
Giovanni Bracco (Biella, 6 giugno 1908 – Biella, 6 agosto 1968) è stato un pilota automobilistico italiano. È ricordato anche per aver perso il controllo della propria Delage 3000 durante l'VIII Circuito Automobilistico di Modena del 28 settembre 1947, uccidendo cinque spettatori e ferendone altri 19..
Visse a Biella, città che diede in natali ad altri piloti come Umberto Maglioli, Mario Porrino e Lamberto Grolla.
A cavallo della seconda guerra mondiale corse su una Lancia Aprilia sport.
Vinse il Gran Premio d'Italia del 1948 (classe 2 litri di cilindrata) su una Maserati A6GCS prima di correre per la Ferrari (1950-1952), vincendo la Mille Miglia su una Ferrari 250 S.  Ha anche partecipato due volte nella Coppa d'Oro delle Dolomiti, finendo primo nel 1948 e secondo nel 1950.
Con il suo pupillo più giovane, Umberto Maglioli, arrivò secondo alla Mille Miglia del 1951 guidando una Lancia Aurelia B20. Nel 1955 corse su una Maserati 200S. Il 22 Luglio 1956 corse e vinse l'ultima corsa della sua vita, la Biella-Pettinengo, al volante di un'Alfa Romeo Giulietta Sprint. Vanta in carriera la partecipazione a più di 70 competizioni nelle quali ottenne per 27 volte il primo posto assoluto. È stato Campione italiano nella categoria Sport internazionale fino a 2000cc nel 1948 e nella categoria Sport internazionale oltre 1500cc nel 1950, oltre che Campione italiano della montagna nella categoria Sport nel 1951.

## Galleria d'immagini

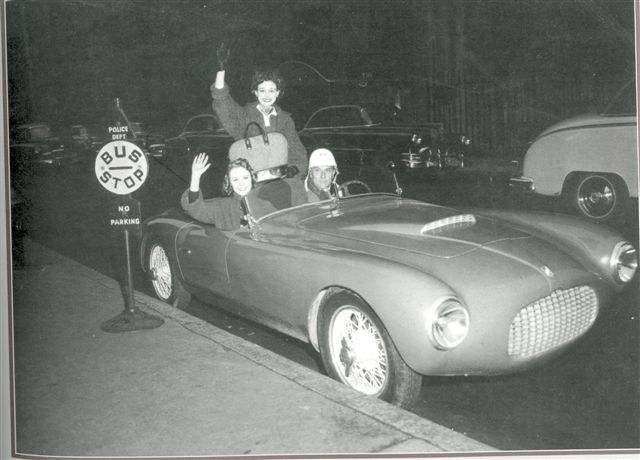
Giovanni Bracco su una Bandini 1100 Sport a New York